# Il discorso perfetto
Il discorso perfetto (Le Discours) è un film del 2020 diretto da Laurent Tirard, adattamento cinematografico dell'omonimo romanzo di Fabrice Caro.

## Trama
Adrien vive con la sua ragazza Sonia, che ama, ma all'improvviso lei annuncia che ha bisogno di una pausa e lascia la loro casa. Ora, 38 giorni dopo, Adrien non ce la fa più e decide di mandarle un sms. Si accorge che lei l'ha letto ma continua a non rispondere. Inoltre, viene invitato a cena a casa dei suoi genitori, con la sorella Sophie e il futuro cognato Ludo, che gli chiede di tenere un discorso al loro matrimonio.

## Distribuzione
Il film è stato selezionato per il Festival di Cannes 2020, che è stato annullato a causa della pandemia di COVID-19.